# All England Lawn Tennis and Croquet Club

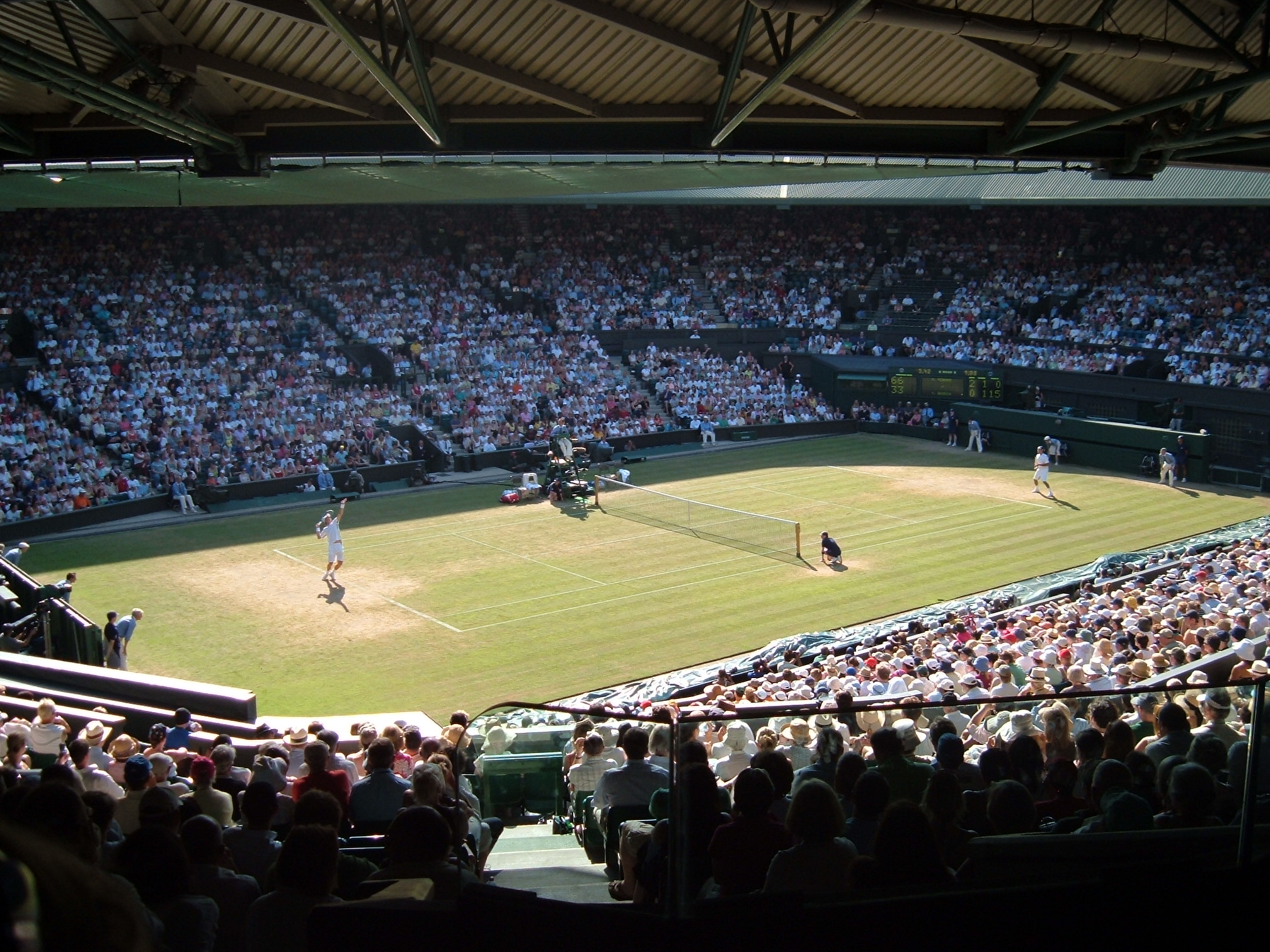
Court central en 2006.

Le All England Lawn Tennis and Croquet Club, abrégé en AELTC et aussi connu sous le nom de All-England Club, est situé à Aorangi Park, dans le quartier de Wimbledon à Londres. C'est un club sportif privé connu pour organiser le tournoi de Wimbledon sur gazon, un des quatre tournois du Grand Chelem en tennis. Initialement, c'est un tournoi ouvert seulement aux amateurs pour divertir les membres du club et leurs amis lors de quelques jours chaque été. Toutefois, peu à peu, l'événement devient plus important que le club lui-même. Néanmoins, ce dernier reste un club de tennis disposant de plusieurs courts dont certains sont utilisables toute l'année.
Actuellement, le club est composé de 375 membres à plein temps, de 100 membres temporaires et de plusieurs membres honoraires, dont les anciens vainqueurs du tournoi de Wimbledon ainsi que des personnes s'étant distinguées dans la promotion du tennis. Pour devenir membre temporaire ou à temps plein, un candidat doit obtenir des lettres de soutien de quatre membres à plein temps dont deux doivent connaître le candidat depuis au moins trois ans. Ce dernier voit alors son nom ajouté à liste des candidats. Les membres honoraires sont régulièrement élus par le comité du club.
Le club est actuellement patronné et présidé par la princesse de Galles, laquelle a succédé au duc de Kent en 2021.
Ce site est desservi par la station de métro Southfields.

## Histoire

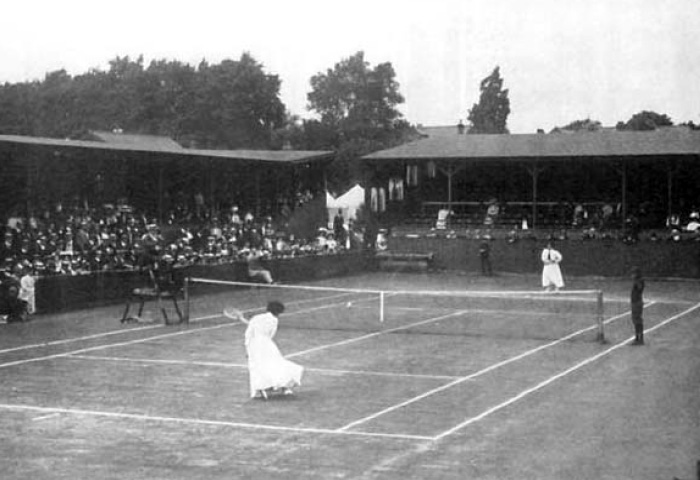
Finale de l'épreuve olympique de simple féminin en 1908 qui se tient sur le site de Wimbledon.

Le club est fondé en 1868 sous le nom de All England Croquet Club à l'époque où le croquet suscite un véritable engouement. En 1870 est organisée la première compétition de croquet à Worple Road, à Wimbledon. La popularité du croquet reste vivace jusqu'à l'arrivée du lawn tennis (ou tennis sur gazon), inventé par le major Walter Clopton Wingfield en 1874. En 1875, un court de tennis sur gazon est mis en place. Le premier championnat de simple messieurs est tenu en 1877 et est remporté par Spencer Gore. Jusqu'en 1882, la hauteur du filet et la distance de la ligne de service par rapport au filet évoluent selon les années avant d'être définitivement établies. La même année, face à la popularité grandissante du tennis qui supplante celle du croquet, le club devient le All England Lawn Tennis Club mais le croquet refait son apparition dans le titre en 1889 et celui-ci reste le même jusqu'à aujourd'hui.
En 1884, les compétitions de simple féminin et de double masculin font leur apparition, suivies plus tardivement du simple dames et du double mixte en 1913. Lors des Jeux olympiques d'été de 1908, les installations du All-England Club accueillent le tournoi olympique de tennis. Les premières couleurs du club (vert, jaune, bleu et rouge) sont adoptées en rapport avec celles des Royal Marines avant d'être changées en 1909 au profit du vert foncé et du violet. En 1922, face à la popularité grandissante du tennis symbolisée entre autres par Suzanne Lenglen, le club déménage à Church Road. Pour sa première édition dans son nouveau décor, le tournoi doit faire face à la pluie qui perturbe le déroulement des matchs chaque jour. C'est cette même année qu'est construit le Court Central toujours utilisé aujourd'hui. Toutefois, il a été régulièrement agrandi et rénové. Les derniers travaux en date sont l'ajout d'un toit amovible en 2009. En 1928, l'ancien Court Numéro un est construit à l'ouest du Court central. Lors de la Seconde Guerre mondiale, le club reste ouvert mais avec des effectifs réduits. Il est notamment utilisé par les pompiers et les ambulanciers, la British Home Guard et une unité de décontamination. Enfin, les troupes stationnées aux alentours se servent des installations pour leur entraînement. En octobre 1940, cinq bombes de 500 livres frappent le Court Central et démolissent 1 200 sièges. En 1997, le Court numéro un est reconstruit ainsi que le Centre Média. Peu après, le Millenium Building est construit sur le site de l'ancien Court numéro un. Il sert à entreposer le matériel des joueurs, de la presse, des officiels et des membres du club.
En 1967, le All-England Club achète 4,5 hectares de terrains au nord du site de Church Road. Ce lieu connu sous le nom d'Aorangi Park appartenait jusque-là au New Zealand Sports and Social Club qui le cède à bail au All-England Club. Plus communément, cet espace est appelé Henman Hill du fait de la popularité de l'ancien joueur britannique Tim Henman. À l'origine, le All-England Club se sert de ce nouveau terrain comme parking au cours du tournoi. Toutefois, en 1981, le bail néo-zélandais arrive à expiration et le club peut développer cette zone selon son bon vouloir.
Le court no 18 du club sert de court pour le tournoi de Wimbledon. Ce court a été l'enceinte du match de tennis le plus long de l'histoire, opposant Nicolas Mahut à John Isner.
Pendant les Jeux olympiques d'été de Londres, en 2012, le club sert d'enceinte au tournoi de tennis, qui se joue par conséquent sur gazon, en extérieur.

## Infrastructures

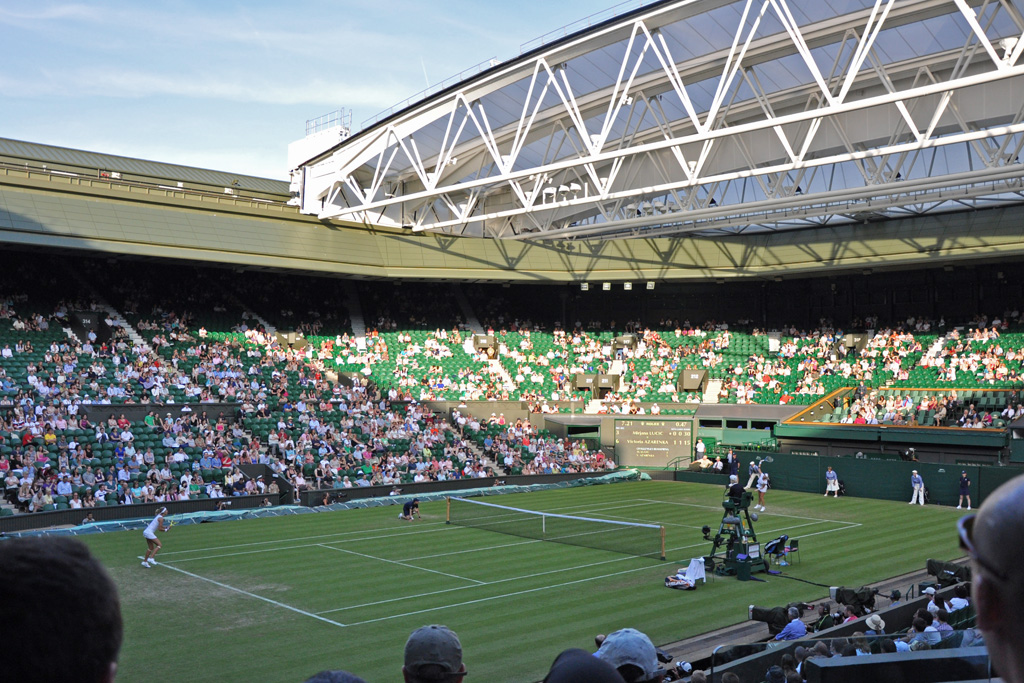
Le court central comprenant le toit rétractable installé en 2009.

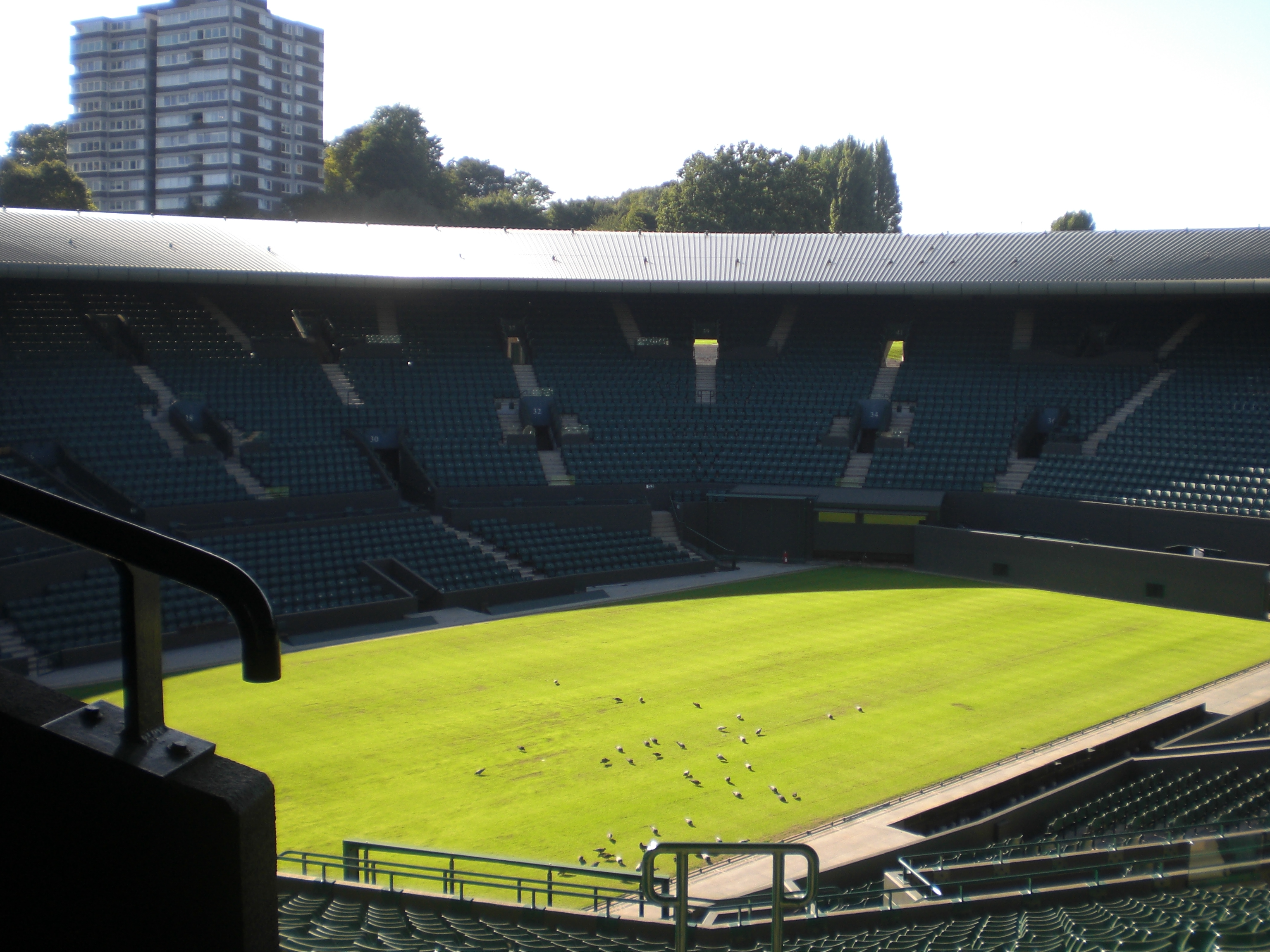
Le Court numéro un, le deuxième court le plus important du complexe après le Court Central.

Le club compte un total de 19 courts sur gazon utilisés lors du tournoi de Wimbledon, cinq courts en schiste rouge, trois courts en terre battue ocre (Continental Clay Courts), un court en terre battue américaine de couleur verte et cinq courts en intérieur (deux en Greenset Velvelux et trois en Greenset Trophy). En outre, 22 courts sur gazon sont situés au sein de l'Aorangi Park et servent de terrains d'entraînement aux joueurs avant et durant le tournoi de Wimbledon. Les courts en gazon peuvent être utilisés de mai à septembre. Depuis 1995, le gazon est coupé à une hauteur de 8 millimètres et est composé à 100 % de Perennial Rye Grass depuis 2001 (avant, le gazon était composé à 70 % de Perennial Rye et à 30 % de creeping red fescue). À chaque mois de septembre, les courts sont rénovés.
Le Court Central (ou Centre Court) est le stade le plus important du complexe. Il accueille les matchs les plus importants ainsi que les finales de simple et de double du tournoi. Au-dessus de l'entrée des joueurs se trouve une citation extraite du poème Si (if) de Rudyard Kipling : « Si tu peux rencontrer Triomphe après Défaite Et recevoir ces deux menteurs d'un même front » ou « Si tu sais passer de Triomphe en Déroute
Sans te laisser berner par ces deux imposteurs » (en anglais : « If you can meet with triumph and disaster and treat those two impostors just the same »). En 2012, le Court Central servit à accueillir l'épreuve olympique de tennis.
Initialement, les différents terrains étaient disposés de façon que le court central se situe au centre du complexe avec les autres courts positionnés tout autour de lui, d'où l'appellation de court central. L'actuel court central a été construit en 1922, l'année lors de laquelle le tournoi s'est installé à son adresse actuelle. Au départ, il n'était pas situé exactement au centre du complexe mais avec la construction régulière de nouveaux courts, sa situation centrale s'est précisée. Il dispose actuellement de 15 000 sièges depuis qu'il a été agrandi en 2007-2008 (il disposait avant de 14 000 places). En 2009, il fait partie des plus grands courts de tennis au monde derrière le court Arthur Ashe de l'US Open, le court central du Masters d'Indian Wells et d'une dimension similaire aux courts centraux des Internationaux de France de tennis et de l'Open d'Australie. La même année, un toit rétractable est installé pour permettre aux matchs de se continuer en cas d'intempéries très souvent responsables de perturbations et de retards dans la programmation des matchs. Il a la capacité de se fermer en 10 minutes.
Les autres courts importants du complexe sont le Court numéro un construit en 1997 et qui peut accueillir 11 500 personnes. Il est parfois utilisé pour les matchs de Coupe Davis (la tradition veut que le Court central ne soit utilisé que pour le tournoi de Wimbledon). Un nouveau court numéro deux a été construit en 2009 et comprend 4 000 sièges. L'ancien court numéro deux a brièvement été renommé court numéro trois en 2009 avant d'être reconstruit après le tournoi de Wimbledon 2009. Ce nouveau court peut accueillir 2 000 personnes. En tout, 38 500 personnes peuvent assister aux matchs sur les différents courts du complexe.

## Projet d'agrandissement
En 2021, le club envisage d'agrandir son site en créant 39 nouveaux courts en gazon ainsi qu'un stade doté d'un toit rétractable permettant l'accueil de 8 000 personnes. L'influence sur l'affluence du public sur l'ensemble du tournoi londonien est estimé à 150 000 personnes supplémentaires. Le coût estimé de ce projet est de 116 millions d'euros, les travaux devant durer une dizaine d'années. Alors que le conseil de quartier de Merton approuve le projet en octobre 2023, le conseil de quartier de Wandsworth rejette le projet d'agrandissement du complexe en novembre, conformément aux recommandations de leurs responsables de l'urbanisme.